# 美方警察署
美方警察署（みかたけいさつしょ）は兵庫県警察が管轄する警察署である。但馬方面に属す。署長の階級は警視。

## 所在地
- 本署
  - 兵庫県美方郡新温泉町戸田37番地

- 香住分庁舎

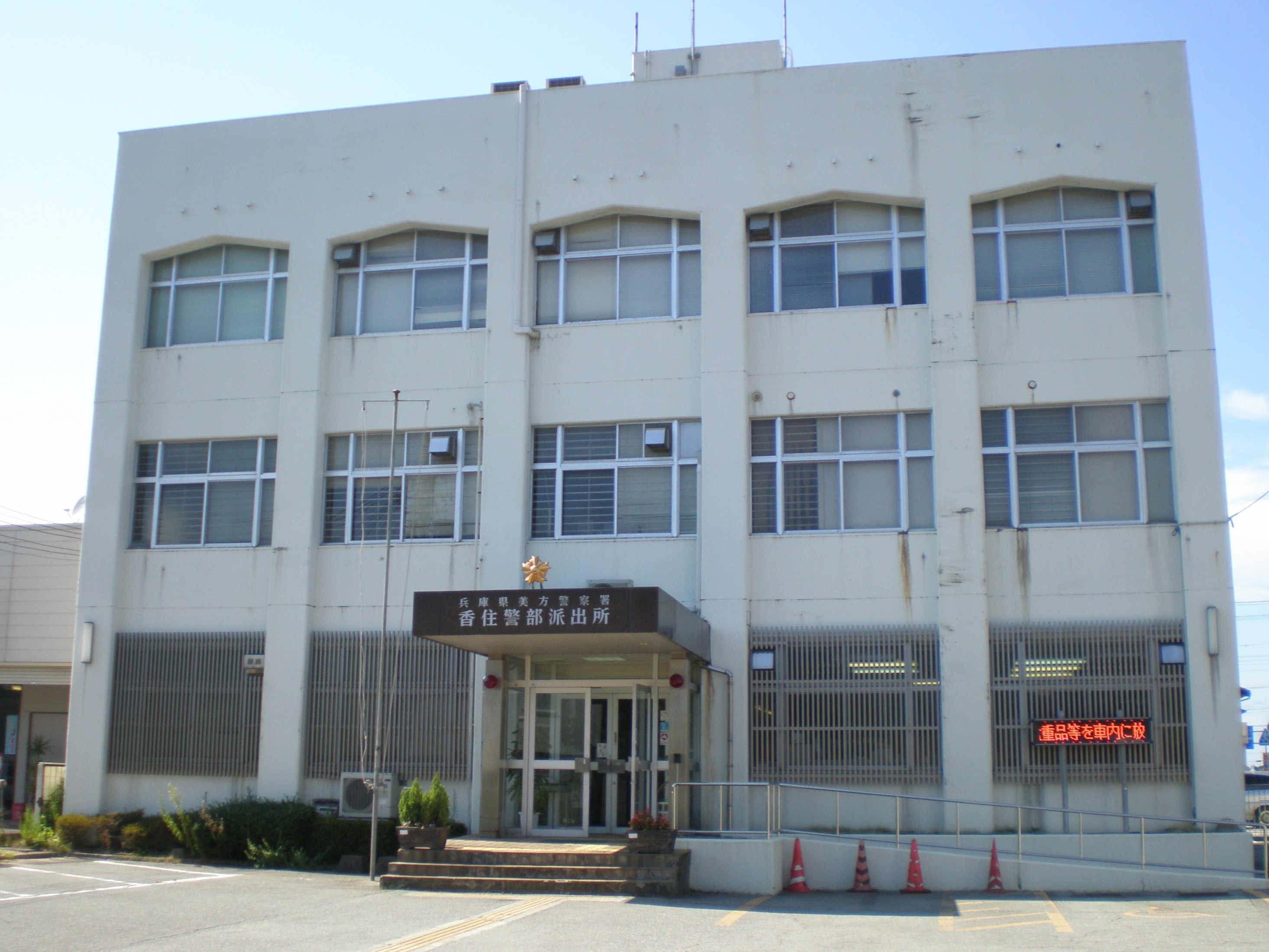
香住分庁舎（2007年8月、撮影当時は警部派出所）

  - 兵庫県美方郡香美町香住区香住1559番地

## 管轄区域
- 美方郡新温泉町、香美町

## 沿革
- 2006年4月 - 浜坂警察署と香住警察署が統合して美方警察署が設置される。
- 2021年3月22日 - 香住警部派出所を香住分庁舎に変更し、村岡警部派出所を廃止。

## 交番
- 浜坂駅前交番（新温泉町浜坂）
- 湯交番（新温泉町湯）
- 香住駅前交番（香美町香住区七日市）
- 湯舟交番（香美町村岡区村岡）

## 駐在所
- 久谷駐在所（新温泉町久谷）
- 栃谷駐在所（新温泉町栃谷）
- 諸寄駐在所（新温泉町諸寄）
- 居組駐在所（新温泉町居組）
- 井土駐在所（新温泉町井土）
- 桐岡駐在所（新温泉町桐岡）
- 千谷駐在所（新温泉町千谷）
- 川会駐在所（香美町村岡区入江）
- 小代駐在所（香美町小代区忠宮）
- 福岡駐在所（香美町村岡区福岡）
- 佐津駐在所（香美町香住区無南垣）
- 柴山駐在所（香美町香住区上計）
- 奥佐津駐在所（香美町香住区上岡）
- 長井駐在所（香美町香住区小原）
- 余部駐在所（香美町香住区余部）